# 尼克拉斯·荣松
尼克拉斯·荣松（瑞典語：Niklas Jonsson，1969年5月31日—），瑞典男子越野滑雪运动员。他曾代表瑞典参加1992年、1994年、1998年和2002年冬季奥林匹克运动会越野滑雪比赛，获得一枚银牌。